# Volker Ordowski
Volker Ordowski, född 11 september 1973 i Weilen unter den Rinnen, Zollernalbkreis, är en tysk före detta professionell tävlingscyklist. Ordowski tävlade för UCI ProTeam-stallet Gerolsteiner åren 1999–2008.
1997 vann Ordowski etapp 3, med målgång i Skövde, under Postgirot Open.

## Stall
- Schauff-Öschelbronn 1997
- Agro Adler Brandenburg 1998
- Gerolsteiner 1999–2008